# Natalia Prikazchikova
Natalia Viktorovna Prikazchikova –en ruso, Наталья Викторовна Приказчикова– (Engels, URSS, 1968 es una deportista soviética que compitió en biatlón. Ganó tres medallas en el Campeonato Mundial de Biatlón de 1989.

## Palmarés internacional
| Campeonato Mundial | Campeonato Mundial  | Campeonato Mundial | Campeonato Mundial |
| Año                | Lugar               | Medalla            | Prueba             |
| ------------------ | ------------------- | ------------------ | ------------------ |
| 1989               | Feistritz (Austria) | Medalla de oro     | Equipo             |
| 1989               | Feistritz (Austria) | Medalla de oro     | Relevo             |
| 1989               | Feistritz (Austria) | Medalla de bronce  | Velocidad          |